# Медвежа (Вінницький район)
Медве́жа — село в Україні, у Немирівській міській громаді Вінницького району Вінницької області. Населення становить 610 осіб.

## Історія
Відповідно до Розпорядження Кабінету Міністрів України від 12 червня 2020 року № 707-р «Про визначення адміністративних центрів та затвердження територій територіальних громад Вінницької області» увійшло до складу Немирівської міської громади.
19 липня 2020 року, в результаті адміністративно-територіальної реформи та ліквідації Немирівського району, село увійшло до складу Вінницького району.
Біля села знаходиться гідрологічний заказник місцевого значення Устя.

## Населення

### Мова
Розподіл населення за рідною мовою за даними перепису 2001 року:
| Мова       | Відсоток |
| ---------- | -------- |
| українська | 99,84%   |
| російська  | 0,16%    |